# Trichoncoides piscator
Trichoncoides piscator là một loài nhện trong họ Linyphiidae.
Loài này thuộc chi Trichoncoides. Trichoncoides piscator được Eugène Simon miêu tả năm 1884.